# Carmel Valley Village
Carmel Valley Village es un lugar designado por el censo ubicado en el condado de Monterrey en el estado estadounidense de California. En el año 2000 tenía una población de 4,700 habitantes y una densidad poblacional de 95.1 personas por km².

## Geografía
Carmel Valley Village se encuentra ubicado en las coordenadas 36°29′10″N 121°43′26″O / 36.48611, -121.72389. Según la Oficina del Censo, la ciudad tiene un área total de 49,4 km² (19,1 mi²), de la cual 49,4 km² (19,1 mi²) es tierra y 0 km² (0 mi²) (0%) es agua.

## Demografía
Según la Oficina del Censo en 2000 los ingresos medios por hogar en la localidad eran de $70,799, y los ingresos medios por familia eran $85,191. Los hombres tenían unos ingresos medios de $56,083 frente a los $37,406 para las mujeres. La renta per cápita para la localidad era de $42,991. Alrededor del 3.9% de la población estaban por debajo del umbral de pobreza.